# Tadef (nahija)
Nahija Tadef (ar. ناحية تادف‎) je nahija u okrugu al-Bab, u sirijskoj pokrajini Alep. Površina nahije je 321,24 km2. Po popisu iz 2004. (prije rata), nahija je imala 41.951 stanovnika. Administrativno sjedište je u naselju Tadef.